# Consejos regionales de Francia
En Francia, el consejo regional (en francés, Conseil régional) es la asamblea deliberante de las regiones francesas. Sus miembros son elegidos desde 1986 mediante sufragio universal directo. La duración del mandado está marcada por la ley electoral. Desde las elecciones de marzo de 2010 en la que entrara en vigor la ley del 16 de febrero de 2010, este mandato es de 4 años. Anteriormente, desde 1985 la duración del mandato estaba fijada en 6 años.
El consejo regional se encarga de los asuntos de la región. Ejerce las competencias de las regiones francesas, principalmente en lo que se refiere a la política económica. Su presidente ejerce las funciones ejecutivas.

## Historia
La organización territorial actual de Francia data de 1956. Tras el referéndum celebrado el 27 de abril de 1969 que rechazó un proyecto de ley constitucional que preveía, principalmente, la creación de una nueva categoría de colectividades territoriales, la Región, el gobierno decidió pese a todo comenzar un proceso de regionalización, aunque más modesto. De este modo, los consejos regionales, en un principio denominados Établissements Publics Régionaux (EPR) (en español, Entes públicos regionales), fueron creados por la leu del 5 de julio de 1972. Estaban formados por todos los parlamentarios de la región y, en un número igual, por representantes nombrados por los consejos generales y los principales municipios. Estos votaban, cada año, un presupuesto (en aquella época poco cuantioso), obtenido de algunos impuestos -permisos de conducir, impuestos adicionales sobre los permisos de circulación- y de préstamos. Este presupuesto servía para financiar equipamientos de interés regional. Pero era el prefecto de la región, representante del Estado, quien se encargaba de ejecutar las decisiones del consejo regional. Junto al consejo regional se encontraba el Comité económico y social (renombrado desde 1992 como Consejo económico y social regional), asamblea formada por representantes de diferentes sectores socioeconómicos. Su papel era y es puramente consultivo, y se traduce en informes y recomendaciones destinadas al consejo regional. Así, las élites, los partidos políticos, y la opinión pública han ido mostrando un interés creciente por este nivel de colectividad.
Entre 1982 y 1983, el Estado francés transfiere algunas de sus competencias - institutos y formación profesional principalmente - a los consejos regionales en el marco del proceso de descentralización. En 1986, lo que hasta entonces eran Entes públicos regionales, se convierten en una colectividad local de pleno derecho. La existencia de esta nueva colectividad territorial en Francia que es la región, pasa a estar explícitamente mencionada en la Constitución.
La revisión constitucional de 2003 lanza una nueva etapa de descentralización y se considera como la segunda fase de esta.

## Funcionamiento
El consejo regional elabora su reglamento interno que determina principalmente el número, las competencias y el modo de funcionamiento de las comisiones.
Desde 1986, los consejeros regionales, cuyo número por asamblea varía según la población de la región (desde los 31 miembros del Consejo Regional de la Guayana Francesa a los 209 miembros del Consejo Regional de Isla de Francia), son elegidos por sufragio universal directo cada 6 años, con posibilidad de reelección. Estos son elegidos sobre las listas compuestas sobre la base de las circunscripciones electorales de nivel departamental.
Los consejos regionales tiene las mismas condiciones de funcionamiento que los Consejos generales de los departamentos:
- reuniones plenarias al menos una vez por trimestre a iniciativa del presidente o a petición de la comisión permanente o de un tercio de los miembros sobre la base de un orden del día determinado;
- información de los consejeros regionales asegurada por un informe sobre cada uno de los temas a tratar al menos doce días antes de la sesión;
- sesiones abiertas al público, salvo en los casos de sesiones a puerta cerrada decidida por el consejo o en caso de agitación, el presidente puede ejercer su poder de «policía de sesiones» y restringir el acceso del público a los debates.

En caso de imposibilidad de funcionamiento, el gobierno puede disolver el consejo regional por Decreto en Consejo de ministros.
De manera similar a los consejos generales, la comisión permanente es una emanación del consejo regional, compuesta por el presidente y los vicepresidentes del consejo regional así como uno o varios miembros más. El consejo puede delegar una parte de sus funciones, a excepción de aquellas correspondientes a la votación de los presupuestos y la aprobación de cuentas. La comisión permanente sustituye de hecho al consejo entre sus reuniones.

## Competencias
Las principales competencias de los consejos regionales son:
- Ayudas a la economía y al desarrollo.
- Ordenación del territorio, en colaboración con el Estado francés y con otras regiones (incluyendo la gestión de fondos europeos en Alsacia).
- Enseñanza secundaria: construcción y gestión de institutos y de su personal.
- Medio ambiente: plan regional para la calidad del aire, parques naturales regionales y reservas naturales regionales.
- Organización de transportes ferroviarios regionales.
- Formación profesional: gestión de créditos (orientados a la formación profesional de adultos), profesiones paramédicas.
- Infraestructuras: algunos puertos y aeropuertos, así como la red de carreteras nacionales.

## El estatus del consejero regional
El salario máximo, ya que la asamblea puede votar salarios inferiores, del presidente de un consejo regional es de 5441 euros.
Para los consejeros regionales, la cuantía varía según el número de habitantes de la región.
- Menos de 1 000 000 habitantes: 1501 € por mes
- De 1 000 000 a 2 000 000 habitantes: 1877 € por mes
- De 2 000 000 a 3 000 000 habitantes: 2251 € por mes
- Más de 3 000 000 habitants: 2626 € por mes

## Consejos regionales

### Regiones metropolitanas
| Región | Región                    | Consejo                                       | No. de miembros |
| ------ | ------------------------- | --------------------------------------------- | --------------- |
|        | Alta Francia              | Consejo Regional de Alta Francia              | 170             |
|        | Auvernia-Ródano-Alpes     | Consejo Regional de Auvernia-Ródano-Alpes     | 204             |
|        | Borgoña-Franco Condado    | Consejo Regional de Borgoña-Franco Condado    | 100             |
|        | Bretaña                   | Consejo Regional de Bretaña                   | 83              |
|        | Centro-Valle del Loira    | Consejo Regional de Centro-Valle del Loira    | 77              |
|        | Córcega                   | Asamblea de Córcega                           | 63              |
|        | Gran Este                 | Consejo Regional de Gran Este                 | 169             |
|        | Isla de Francia           | Consejo Regional de la Isla de Francia        | 209             |
|        | Normandía                 | Consejo Regional de Normandía                 | 102             |
|        | Nueva Aquitania           | Consejo Regional de Nueva Aquitania           | 183             |
|        | Occitania                 | Consejo Regional de Occitania                 | 158             |
|        | Países del Loira          | Consejo Regional de Países de Loira           | 93              |
|        | Provenza-Alpes-Costa Azul | Consejo Regional de Provenza-Alpes-Costa Azul | 123             |

### Territorios franceses de ultramar
| Departamento | Departamento         | Consejo                                     | No. de miembros |
| ------------ | -------------------- | ------------------------------------------- | --------------- |
|              | Guadalupe            | Consejo Regional de Guadalupe               | 41              |
|              | Guayana Francesa     | Asamblea de la Guayana Francesa             | 51              |
|              | Martinica            | Asamblea de Martinica                       | 51              |
|              | Mayotte              | Consejo Departamental de Mayotte            | 26              |
|              | Nueva Caledonia      | Congreso de Nueva Caledonia                 |                 |
|              | Polinesia Francesa   | Asamblea de la Polinesia Francesa           | 57              |
|              | Reunión              | Consejo Regional de Reunión                 | 45              |
|              | San Bartolomé        | Consejo Territorial de San Bartolomé        | 19              |
|              | San Martín           | Consejo Territorial de San Martín           |                 |
|              | San Pedro y Miquelón | Consejo Territorial de San Pedro y Miquelón | 19              |
|              | Wallis y Futuna      | Asamblea Territorial de Wallis y Futuna     | 20              |

## Propuestas de modificación de los consejos regionales
Varias nuevas competencias en materia de ordenación del territorio y de desarrollo han sido confiadas o transferidas a los consejos regionales. Estas últimas, tras la cumbre «Grenelle del Medio Ambiente» y en el contexto de la «plena optimización del proceso de descentralización», tienen a través de la Asociación de las regiones de Francia (ARF) un «Libro blanco de las regiones sobre el desarrollo sostenible» (en francés, «Livre blanc des régions sur le développement durable») en el cual se pone de manifiesto el papel coordinador clave que las regiones tienen en materia de medio ambiente.
En septiembre de 2009, el gobierno francés ha comenzado una reforma de las colectividades territoriales que tiene previsto la supresión de los consejeros regionales y de los consejeros generales para ser remplazados por consejeros territoriales. La puesta en funcionamiento de esta reforma tendrá lugar a partir de las elecciones de marzo de 2014.